# Good Casting
Good Casting (굿캐스팅?, GutkaeseutingLR) è una serie televisiva sudcoreana, trasmessa dalla SBS dal 27 aprile al 16 giugno 2020.

## Trama
Baek Chan-mi, Im Ye-eun e Hwang Mi-soon sono tre agenti del servizio segreto sudcoreano, che devono scoprire la verità riguardo a un pericoloso criminale, chiamato Michael. Per fare ciò, Chan-mi è costretta a infiltrarsi sotto copertura come segretaria del dirigente d'azienda Yoon Seok-ho, ragazzo suo coetaneo che aveva avuto molti anni prima una relazione con lei; Chan-mi finge di non conoscerlo e di essere un'altra persona, tuttavia fra loro riemergono progressivamente dei sentimenti. La timida Im Ye-eun invece inizia a entrare in confidenza con un celebre cantante che doveva sorvegliare, Kang Woo-won.